# Vilém Zajíc z Valdeka
Vilém Zajíc z Valdeka († 1319) byl český šlechtic z rodu pánů z Valdeka. Patřil k šlechticům, kteří podporovali krále Jindřicha Korutanského a později měl významné postavení na dvoře Jana Lucemburského, přestože v případě potřeby neváhal postavit se samotnému králi.

## Život
Vilém se v historických pramenech poprvé objevil roku 1307, kdy patřil k odbojné šlechtě, která se postavila proti kandidatuře Rudolfa Habsburského na českého krále. V letech 1307–1308 prosazoval nároky přemyslovských princezen na český trůn a podporoval Jindřicha Korutanského. Po panovníkových opakovaných selháních se v roce 1310 vojensky úspěšně střetl s vojskem, které na královu žádost obsadilo území mezi Louny, Mělníkem a Litoměřicemi a začal podporovat Elišku Přemyslovnu a Jana Lucemburského. Po Jindřichově útěku ze země osvobodil měšťanská rukojmí a kořist, které s sebou Jindřich odvážel.
Roku 1315 stál v čele šlechty, která po Janu Lucemburském požadovala vyhnání cizinců z královské rady a téhož roku na příkaz krále zajal Jindřicha z Lipé. Na panovnickém dvoře měl významné postavení a získal si důvěru královny Elišky, která mu v roce 1316 svěřila asi na půl roku opatrování prince Václava. V následujících letech podporoval nepřítomného krále a ve střetech se znepřátelenou šlechtou chránil královnu, kterou doprovodil do bezpečí na hradě v Lokti.
Po návratu krále Jana do země opět vypukly spory se šlechtou, které panovník odebíral úřady. To Viléma přimělo, aby se opět postavil proti panovníkovi. Spor skončil 23. dubna 1318 smírem, po němž Vilém získal úřad nejvyššího maršálka. Po rozpadu královského manželství v roce 1319 a obvinění královny Elišky ze spiknutí s cílem svrhnout krále Vilém Elišku bránil v Janem Lucemburským obléhané Praze. Nakonec i tento spor dopadl smírem.
Vilém Zajíc zemřel v roce 1319 na následky zranění, které utrpěl při bezvýznamné táborové potyčce v Bavorsku, kde podporoval krále Ludvíka.

## Rodina
Vilém Zajíc se narodil ve třináctém století. Jeho otcem byl Zbyslav Zajíc z Třebouně, příslušník rodu pánů z Valdeka, kteří patřili k rozrodu Buziců. Spojení Zbyslava Zajíce s Vilémem jako jeho synem uvedl August Sedláček bez opory v pramenech. Marek Rubeš za pravděpodobného otce považuje Zbyslavova předpokládaného bratra Oldřicha II. Zajíce z Valdeka. Vilémovým bratrem mohl být Zbyněk ze Záluží, ale jejich příbuzenský vztah je nejistý. Měl řadu synů, kteří však nedosáhli významu svého otce a po roce 1332 se už historických pramenech neobjevili. Byli jimi:
- Oldřich, kanovník a snad i děkan svatovítské kapituly
- Zbyněk z Hostomic
- Vilém
- Vilém
- Oldřich, pán na Valdeku